# Canhotinho (kommun)
Canhotinho är en kommun i Brasilien.   Den ligger i delstaten Pernambuco, i den östra delen av landet, 1 500 km nordost om huvudstaden Brasília. Antalet invånare är 24 536.
Följande samhällen finns i Canhotinho:
- Canhotinho

Omgivningarna runt Canhotinho är en mosaik av jordbruksmark och naturlig växtlighet. Runt Canhotinho är det ganska tätbefolkat, med 65 invånare per kvadratkilometer.